# Seznam postav knižní série Skleněný trůn
Toto je seznam postav z fantasy knižní série Skleněný trůn od americké autorky Sarah J. Maasové. Hlavní postavy najdete na seznamu hlavních postav knižní série Skleněný trůn.

## Abecední seznam postav podle křestního jména

### A
| Postava             | Díly série | Díly série | Díly série | Díly série | Díly série | Díly série | Díly série | Díly série |
| Postava             | 0          | 1          | 2          | 3          | 4          | 5          | 6          | 7          |
| ------------------- | ---------- | ---------- | ---------- | ---------- | ---------- | ---------- | ---------- | ---------- |
| Abraxos             |            |            |            |            |            |            |            |            |
| Aelin Galathynius   |            |            |            |            |            |            |            |            |
| Aedion Ashryver     |            |            |            |            |            |            |            |            |
| Ansel Briarcliffská |            |            |            |            |            |            |            |            |
| Archer Finn         |            |            |            |            |            |            |            |            |
| Arobynn Hamel       |            |            |            |            |            |            |            |            |
| Asterin Černozobá   |            |            |            |            |            |            |            |            |
| Athril              |            |            |            |            |            |            |            |            |

- Abraxos - je Manonin wyvern (drakovi podobající se stvoření).
- Aelin Ashryver Bělotrn Galathynius (Celaena Sardothien)
- Aedion Ashryver
- Ansel Briarcliffská - je bývalá vražedkyně vycvičená Tichými vrahy. Je královnou Západních pustin.
- Archer Finn - byl úspěšný kurtizán, Celaenin bývalý přítel a člen povstalců.
- Arghun - je to princ z Jižního světadílu, khaganův syn, bratr Kashina, Hasar, Duvy, Sartaqa a Tumelun.
- Arobynn Hamel
- Asterin Černozobá
- Athril - byl bývalý milenec a vílí bojovník královny víl Maeve.

### B
| Postava             | Díly série | Díly série | Díly série | Díly série | Díly série | Díly série | Díly série | Díly série |
| Postava             | 0          | 1          | 2          | 3          | 4          | 5          | 6          | 7          |
| ------------------- | ---------- | ---------- | ---------- | ---------- | ---------- | ---------- | ---------- | ---------- |
| Baba Žlutohnátka    |            |            |            |            |            |            |            |            |
| Ben                 |            |            |            |            |            |            |            |            |
| Lord Berick         |            |            |            |            |            |            |            |            |
| Brannon Galathynius |            |            |            |            |            |            |            |            |
| Briar Černozobá     |            |            |            |            |            |            |            |            |

- Baba Žlutohnátka - byla Železozubá čarodějnice a Matka klanu Žlutohnátek, prohlašovala, že to byla poslední narozená čarodějnice v Království čarodějnic.
- Ben - byl nájemným vrahem ze Zlomuvalského cechu vrahů a druhý ve velení po Arobynnu Hamelovi.
- Lord Berick - je vládcem města Xandrie, který si nárokuje část Rudé pouště, kde sídlí Tiší vrazi, což způsobuje mnoho konfliktů.
- Brannon Galathynius - byl vílí král a zakladatel Terrasenu, společný předek Aelin Galanthynius a Doriana Havilliarda. Narodil se před tisíci lety ve Wendlynu, kde bojoval s valgy. Jeho dcera polovíla Elena si vzala Gavina Havilliarda po porážce valgského krále Erawana.
- Briar Černozobá - byla Železozubá čarodějnice z klanu Černozobých a členka Třináctky. Ona a její sestřenice Edda byly Stíny Manon Černozobé.

### C
| Postava               | Díly série | Díly série | Díly série | Díly série | Díly série | Díly série | Díly série | Díly série |
| Postava               | 0          | 1          | 2          | 3          | 4          | 5          | 6          | 7          |
| --------------------- | ---------- | ---------- | ---------- | ---------- | ---------- | ---------- | ---------- | ---------- |
| Cain                  |            |            |            |            |            |            |            |            |
| Cairn                 |            |            |            |            |            |            |            |            |
| Cal Lochan            |            |            |            |            |            |            |            |            |
| Connall               |            |            |            |            |            |            |            |            |
| Clarisse DuVency      |            |            |            |            |            |            |            |            |
| Cresseida Modrokrevná |            |            |            |            |            |            |            |            |

- Cain
- Cairn - byl vílí muž, který nahradil Jeřábovo postavení u Maeve.
- Cal Lochan - je dřívější pán Perranthu, manžel lady Marion a otec Elide. Byl zabit adarlanskými vojáky při dobývání Terrasenu.
- Connall - byl vílí bojovník a Fenrysovo dvojče.
- Clarisse DuVency - přítelkyně Arobynna Hamel, která vlastní nevěstinec pro bohatou vrstvu Zlomuvalu.
- Cresseida Modrokrevná - je Železozubá čarodějnice a Matka klanu Modrokrevných.

### D
| Postava               | Díly série | Díly série | Díly série | Díly série | Díly série | Díly série | Díly série | Díly série |
| Postava               | 0          | 1          | 2          | 3          | 4          | 5          | 6          | 7          |
| --------------------- | ---------- | ---------- | ---------- | ---------- | ---------- | ---------- | ---------- | ---------- |
| Dorian Havilliard I.  |            |            |            |            |            |            |            |            |
| Dorian Havilliard II. |            |            |            |            |            |            |            |            |
| Duva                  |            |            |            |            |            |            |            |            |

- Dorian Havilliard I.
- Dorian Havilliard II.
- Duva - je to princezna z Jižního světadílu, khaganova dcera, sestra Arghuna, Kashina, Sartaqa, Hasar a Tumelun.

### E
| Postava            | Díly série | Díly série | Díly série | Díly série | Díly série | Díly série | Díly série | Díly série |
| Postava            | 0          | 1          | 2          | 3          | 4          | 5          | 6          | 7          |
| ------------------ | ---------- | ---------- | ---------- | ---------- | ---------- | ---------- | ---------- | ---------- |
| Edda Černozobá     |            |            |            |            |            |            |            |            |
| Elena Havilliard   |            |            |            |            |            |            |            |            |
| Elide Lochan       |            |            |            |            |            |            |            |            |
| Emrys              |            |            |            |            |            |            |            |            |
| Endymion Bělotrn   |            |            |            |            |            |            |            |            |
| Erawan             |            |            |            |            |            |            |            |            |
| Evalin Galathynius |            |            |            |            |            |            |            |            |
| Evangeline         |            |            |            |            |            |            |            |            |

- Edda Černozobá - byla Železozubá čarodějnice z klanu Černozobých a členka Třináctky. Ona a její sestřenice Briar byly Stíny Manon Černozobé..
- Elena Havilliard - byla polovílou, první královnou Adarlanu a dcerou Brannona Galathyniuse.
- Elide Lochan
- Emrys - je polovílí muž. Slouží v kuchyni a je správcem příběhů.
- Endymion Bělotrn - alias Enda, je Jeřábův bratranec a princ rodu Bělotrnů. Po smrti rodičů vyrostl spolu s Jeřábem.
- Erawan
- Evalin Galathynius (Ashryver) - byla matkou Aelin, manželkou Rhoa Galanthynia a sestrou Wendlynského krále Glastona Ashryvera.
- Evangeline

### F
| Postava | Díly série | Díly série | Díly série | Díly série | Díly série | Díly série | Díly série | Díly série |
| Postava | 0          | 1          | 2          | 3          | 4          | 5          | 6          | 7          |
| ------- | ---------- | ---------- | ---------- | ---------- | ---------- | ---------- | ---------- | ---------- |
| Fenrys  |            |            |            |            |            |            |            |            |

- Fenrys - je vílí muž, který spolu s jeho dvojčetem Connallem sloužil královně Maeve. Sloužil ji v posteli, aby dostal Connalla z jejích spárů. Není žádným tajemstvím, že Fenrys pohrdá Maeve a krevní přísahou. Fenrys nakonec slouží na dvoře královny Aelin Galathynius.

### G
| Postava             | Díly série | Díly série | Díly série | Díly série | Díly série | Díly série | Díly série | Díly série |
| Postava             | 0          | 1          | 2          | 3          | 4          | 5          | 6          | 7          |
| ------------------- | ---------- | ---------- | ---------- | ---------- | ---------- | ---------- | ---------- | ---------- |
| Galan Ashryver      |            |            |            |            |            |            |            |            |
| Gavin Havilliard    |            |            |            |            |            |            |            |            |
| Gavriel             |            |            |            |            |            |            |            |            |
| Georgina Havilliard |            |            |            |            |            |            |            |            |
| Ghislaine Černozobá |            |            |            |            |            |            |            |            |
| Glaston Ashryver    |            |            |            |            |            |            |            |            |
| Gregori             |            |            |            |            |            |            |            |            |

- Galan Ashryver - je Wendlynský korunní princ a bratranec Aelin a Aediona.
- Gavin Havilliard - byl prvním králem Adarlanu, manžel Eleny a zakladatel rodu Havilliadr. Vlastnil meč Damaris.
- Gavriel - byl jedním ze šesti elitních bojovníků sloužících Maeve. Byl otcem Aediona.
- Georgina Havilliard - je bývalou královnou Adarlanu a manželkou Adarlanského krále. Jejími syny jsou Dorian a Hollin.
- Ghislaine Černozobá - byla Železozubá čarodějnice z klanu Černozobých a členka Třináctky.
- Glaston Ashryver - je nynější vládce Wendlynu a člen rodu Ashryverů.
- Gregori - byl zabijákem ze Zlomuvalského cechu vrahů a byl považován za jednoho z nejdůvěryhodnějších Arobynnových zabijáků.

### H
| Postava           | Díly série | Díly série | Díly série | Díly série | Díly série | Díly série | Díly série | Díly série |
| Postava           | 0          | 1          | 2          | 3          | 4          | 5          | 6          | 7          |
| ----------------- | ---------- | ---------- | ---------- | ---------- | ---------- | ---------- | ---------- | ---------- |
| Harding           |            |            |            |            |            |            |            |            |
| Hasar             |            |            |            |            |            |            |            |            |
| Hollin Havilliard |            |            |            |            |            |            |            |            |
| Hrob              |            |            |            |            |            |            |            |            |

- Harding - je členem Zlomuvalského cechu vrahů.
- Hasar - je to princezna z Jižního světadílu, khaganova dcera, sestra Arghuna, Kashina, Sartaqa, Duvy a Tumelun.
- Hollin Havilliard - je nejmladším synem Adarlanského krále a královny Georginy.
- Hrob - byl jedním z dvaceti tří účastníků šampionátu, sponzorován ministrem Mullisonem. Byl to sadistický vrah, který mučil své oběti před jejich smrtí. Nakonec ho zabila Celaena.

### Ch
| Postava        | Díly série | Díly série | Díly série | Díly série | Díly série | Díly série | Díly série | Díly série |
| Postava        | 0          | 1          | 2          | 3          | 4          | 5          | 6          | 7          |
| -------------- | ---------- | ---------- | ---------- | ---------- | ---------- | ---------- | ---------- | ---------- |
| Chaol Westfall |            |            |            |            |            |            |            |            |

- Chaol Westfall

### I
| Postava           | Díly série | Díly série | Díly série | Díly série | Díly série | Díly série | Díly série | Díly série |
| Postava           | 0          | 1          | 2          | 3          | 4          | 5          | 6          | 7          |
| ----------------- | ---------- | ---------- | ---------- | ---------- | ---------- | ---------- | ---------- | ---------- |
| Ilias             |            |            |            |            |            |            |            |            |
| Imogen Černozobá  |            |            |            |            |            |            |            |            |
| Ioan Jayne        |            |            |            |            |            |            |            |            |
| Iskra Žlutohnátka |            |            |            |            |            |            |            |            |

- Ilias - je vrah trénovaný Tichými vrahy a syn Němého Mistra.
- Imogen Černozobá - byla Železozubá čarodějnice z klanu Černozobých a členka Třináctky.
- Ioan Jayne - byl vůdcem zločinců ve Zlomuvalu. Cealana ho zabila za smrt Sama Cortlanda.
- Iskra Žlutohnátka - byla Železozubá čarodějnice a dědička klanu Žlutohnátek.

### J
| Postava       | Díly série | Díly série | Díly série | Díly série | Díly série | Díly série | Díly série | Díly série |
| Postava       | 0          | 1          | 2          | 3          | 4          | 5          | 6          | 7          |
| ------------- | ---------- | ---------- | ---------- | ---------- | ---------- | ---------- | ---------- | ---------- |
| Jeřáb Bělotrn |            |            |            |            |            |            |            |            |

- Jeřáb Bělotrn Galathynius

### K
| Postava          | Díly série | Díly série | Díly série | Díly série | Díly série | Díly série | Díly série | Díly série |
| Postava          | 0          | 1          | 2          | 3          | 4          | 5          | 6          | 7          |
| ---------------- | ---------- | ---------- | ---------- | ---------- | ---------- | ---------- | ---------- | ---------- |
| Kaltain Rompier  |            |            |            |            |            |            |            |            |
| Kaya Černozobá   |            |            |            |            |            |            |            |            |
| Kočka Černozobá  |            |            |            |            |            |            |            |            |
| Kůstka Černozobá |            |            |            |            |            |            |            |            |

- Kaltain Rompier
- Kashin - je to princ z Jižního světadílu, khaganův syn, bratr Arghuna, Hasar, Sartaqa, Duvy a Tumelun.
- Kaya Černozobá - byla Železozubá čarodějnice z klanu Černozobých a členka Třináctky.
- Kočka Černozobá - byla Železozubá čarodějnice z klanu Černozobých a členka Třináctky. Jejím dvojčetem byla Kůstka.
- Kůstka Černozobá - byla Železozubá čarodějnice z klanu Černozobých a členka Třináctky. Jejím dvojčetem byla Kočka.

### L
| Postava           | Díly série | Díly série | Díly série | Díly série | Díly série | Díly série | Díly série | Díly série |
| Postava           | 0          | 1          | 2          | 3          | 4          | 5          | 6          | 7          |
| ----------------- | ---------- | ---------- | ---------- | ---------- | ---------- | ---------- | ---------- | ---------- |
| Linnea Černozobá  |            |            |            |            |            |            |            |            |
| Lithaen           |            |            |            |            |            |            |            |            |
| Lorcan Lochan     |            |            |            |            |            |            |            |            |
| Lothian Černozobá |            |            |            |            |            |            |            |            |
| Luca              |            |            |            |            |            |            |            |            |
| Lusk Černozobá    |            |            |            |            |            |            |            |            |
| Lyria             |            |            |            |            |            |            |            |            |
| Lysandra          |            |            |            |            |            |            |            |            |

- Linnea Černozobá - byla Železozubá čarodějnice z klanu Černozobých a členka Třináctky.
- Lithaen - je bývalá Chaolova milenka, který sloužila ve skleněném hradu tři roky před příchodem Celaeny.
- Lorcan Lochan (Salvaterre) - je polovílí muž a Maevin druhý ve velení. Nakonec od Maeve odchází, bere si Elide Lochan a přijímá její příjmení. Je pánem Perranthu.
- Lothian Černozobá - byla dcerou Matky Černozobé a matkou Manon Černozobé.
- Luca - je mladý polovílí muž. Pracuje v kuchyni v Mlžných skalách spolu s Emrysem.
- Lusk Černozobá - byla Železozubá čarodějnice z klanu Černozobých a členka Třináctky. Byla Manoninou třetí pobočnicí.
- Lyria - byla Jeřábovou bývalou družkou, kterou zabili Maevini vojáci. V pátém díle se zjistí, že jeho družkou nebyla a vše byl trik nastražený Maeve.
- Lysandra

### M
| Postava           | Díly série | Díly série | Díly série | Díly série | Díly série | Díly série | Díly série | Díly série |
| Postava           | 0          | 1          | 2          | 3          | 4          | 5          | 6          | 7          |
| ----------------- | ---------- | ---------- | ---------- | ---------- | ---------- | ---------- | ---------- | ---------- |
| Mab               |            |            |            |            |            |            |            |            |
| Maeve             |            |            |            |            |            |            |            |            |
| Mala              |            |            |            |            |            |            |            |            |
| Manon Černozobá   |            |            |            |            |            |            |            |            |
| Marion Lochan     |            |            |            |            |            |            |            |            |
| Matka Černozobá   |            |            |            |            |            |            |            |            |
| Matka Žlutohnátka |            |            |            |            |            |            |            |            |
| Mikhail           |            |            |            |            |            |            |            |            |
| Mora              |            |            |            |            |            |            |            |            |
| Mullin            |            |            |            |            |            |            |            |            |

- Mab - byla sestrou Maeve a Mory. Je to Aelinin a Aedionův předek. Vzdala se nesmrtelnosti kvůli lásce ke smrtelníkovi. Je patronkou vodního elementu.
- Maeve
- Mala - Mala je nositelka ohně a učení. Je bohyní Slunce. Milovala Brannona a proto mu požehnala ohněm. V pátém díle se zjistí, že s ním měla hodně dětí, včetně Eleny. Mala se kvůli tomu musela vzdát nesmrtelnosti a proto vytvořila Elenino oko.
- Manon Černozobá
- Marion Lochan - byla manželka Cala Lochana a matka Elide. Sloužila Aelin jako chůva a byla blízkým přítelem Rhoa a Evalin. Byla zabita, když pomáhala Aelin uniknout z hradu.
- Matka Černozobá
- Matka Žlutohnátka - byla Železozubá čarodějnice z klanu Žlutohnátek. Po smrti Baby Žlutohnátky se stala Matkou klanu.
- Mikhail - byl zabijákem trénovaný Tichými vrahy. Byl zabit vlastní milenkou, Ansel Briarcliffskou.
- Mora - byla jednou ze tří vílích sester. Je předchůdkyní rodu Bělotrnů a Jeřába.
- Mullin - je členem Zlomuvalského cechu vrahů.

### N
| Postava       | Díly série | Díly série | Díly série | Díly série | Díly série | Díly série | Díly série | Díly série |
| Postava       | 0          | 1          | 2          | 3          | 4          | 5          | 6          | 7          |
| ------------- | ---------- | ---------- | ---------- | ---------- | ---------- | ---------- | ---------- | ---------- |
| Nehemia Ytger |            |            |            |            |            |            |            |            |
| Nesryn Faliq  |            |            |            |            |            |            |            |            |
| Nox Owen      |            |            |            |            |            |            |            |            |

- Nehemia Ytger
- Nesryn Faliq
- Nox Owen - je jeden z dvaceti tří účastníků šampionátů. Pochází z Perranthu. V poslední knize se objevil jako posel šlechtice Darrowa.

### O
| Postava           | Díly série | Díly série | Díly série | Díly série | Díly série | Díly série | Díly série | Díly série |
| Postava           | 0          | 1          | 2          | 3          | 4          | 5          | 6          | 7          |
| ----------------- | ---------- | ---------- | ---------- | ---------- | ---------- | ---------- | ---------- | ---------- |
| Orlon Galathynius |            |            |            |            |            |            |            |            |

- Orlon Galathynius - byl poslední král Terrasenu a Aelinin prastrýc, který byl zavražděn ve své posteli v Orynthu.

### P
| Postava            | Díly série | Díly série | Díly série | Díly série | Díly série | Díly série | Díly série | Díly série |
| Postava            | 0          | 1          | 2          | 3          | 4          | 5          | 6          | 7          |
| ------------------ | ---------- | ---------- | ---------- | ---------- | ---------- | ---------- | ---------- | ---------- |
| Vévoda Perrington  |            |            |            |            |            |            |            |            |
| Petrah Modrokrevná |            |            |            |            |            |            |            |            |

- Vévoda Perrington
- Petrah Modrokrevná - je Železozubá čarodějnice a dědička klanu Modrokrevných. Jejím wyvernem byla Keelie.

### R
| Postava            | Díly série | Díly série | Díly série | Díly série | Díly série | Díly série | Díly série | Díly série |
| Postava            | 0          | 1          | 2          | 3          | 4          | 5          | 6          | 7          |
| ------------------ | ---------- | ---------- | ---------- | ---------- | ---------- | ---------- | ---------- | ---------- |
| Ren Allsbrook      |            |            |            |            |            |            |            |            |
| Rhiannon Crochanka |            |            |            |            |            |            |            |            |
| Rhoe Galathynius   |            |            |            |            |            |            |            |            |
| Rolfe              |            |            |            |            |            |            |            |            |
| Roland Havilliard  |            |            |            |            |            |            |            |            |
| Rosamund           |            |            |            |            |            |            |            |            |
| Rourke Farran      |            |            |            |            |            |            |            |            |
| Rychlotlapka       |            |            |            |            |            |            |            |            |

- Ren Allsbrook - je Terraseňan a dědic rodu Allsbrooků. Po pádu Adarlanu utekl se svým dědečkem ze země, ale jeho rodiče to nepřežili. On a děda jsou součástí povstaleckého hnutí ve Zlomuvalu.
- Rhiannon Crochanka - byla poslední královnou Crochanek a ta, která proklela Království čarodějnic.
- Rhoe Galathynius - byl princem Terrasenu, Orlonův synovec a dědic, manžel Evalin a otec Aelin.
- Rolfe - je Pán pirátů, který vládne Zátoce lebky a Mrtvým ostrovům. Má na rukách magické tetování mapy, která dokáže najít poklady a nepřátele.
- Roland Havilliard - byl Dorianův bratranec.
- Rosamund - byla Dorianova bývala milenka.
- Rourke Farran - byl zločincem ve Zlomuvalu. Sloužil jako druhý ve velení do Ionovi smrti.
- Rychlotlapka

### S
| Postava      |   | Díly série | Díly série | Díly série | Díly série | Díly série | Díly série | Díly série | Díly série |
| Postava      | 0 | 1          | 2          | 3          | 4          | 5          | 6          | 7          |            |
| ------------ | - | ---------- | ---------- | ---------- | ---------- | ---------- | ---------- | ---------- | ---------- |
| Sam Cortland |   |            |            |            |            |            |            |            |            |
| Sartaq       |   |            |            |            |            |            |            |            |            |
| Sorscha      |   |            |            |            |            |            |            |            |            |

- Sam Cortland
- Sartaq - je to princ z Jižního světadílu, khaganův syn a později jeho dědic, bratr Arghuna, Kashina, Hasar, Duvy a Tumelun. Oženil se s Nesryn.
- Sorscha - byla léčitelka, který pracovala ve skleněném hradu. Byla tajně zamilovaná do Doriana.

### T
| Postava         | Díly série | Díly série | Díly série | Díly série | Díly série | Díly série | Díly série | Díly série |
| Postava         | 0          | 1          | 2          | 3          | 4          | 5          | 6          | 7          |
| --------------- | ---------- | ---------- | ---------- | ---------- | ---------- | ---------- | ---------- | ---------- |
| Terrin Westfall |            |            |            |            |            |            |            |            |
| Tern            |            |            |            |            |            |            |            |            |
| Thea Černozobá  |            |            |            |            |            |            |            |            |
| Theodus Brullo  |            |            |            |            |            |            |            |            |
| Tichý mistr     |            |            |            |            |            |            |            |            |

- Terrin Westfall - je Chaolův mladší bratr a dědic vévodství Aniellů.
- Tern - je zabiják ze Zlomuvalského cechu vrahů. Byl jedním z pobočníku Arobynna Hamela.
- Thea Černozobá - byla Železozubá čarodějnice z klanu Černozobých a členka Třináctky.
- Theodus Brullo - byl přes třicet let mistrem zbraní v Adarlanské armádě. Brullo trénoval mnoho mužů včetně Chaola.
- Tichý mistr - je legendární zabiják, který vede Tiché vrahy.
- Tumelun - byla to princezna z Jižního světadílu, khaganova dcera, sestra Arghuna, Sartaqa, Kashina, Hasar a Duvy

### V
| Postava         | Díly série | Díly série | Díly série | Díly série | Díly série | Díly série | Díly série | Díly série |
| Postava         | 0          | 1          | 2          | 3          | 4          | 5          | 6          | 7          |
| --------------- | ---------- | ---------- | ---------- | ---------- | ---------- | ---------- | ---------- | ---------- |
| Vaughan         |            |            |            |            |            |            |            |            |
| Vernon Lochan   |            |            |            |            |            |            |            |            |
| Vesta Černozobá |            |            |            |            |            |            |            |            |

- Vaughan - je vílí muž, který sloužil Maeve.
- Vernon Lochan - byl pánem Perranthu, kterým se stal po smrti bratra Cala. Byl oddaný králi.
- Vesta Černozobá - byla Železozubá čarodějnice z klanu Černozobých a členka Třináctky.

### W
| Postava | Díly série | Díly série | Díly série | Díly série | Díly série | Díly série | Díly série | Díly série |
| Postava | 0          | 1          | 2          | 3          | 4          | 5          | 6          | 7          |
| ------- | ---------- | ---------- | ---------- | ---------- | ---------- | ---------- | ---------- | ---------- |
| Wesley  |            |            |            |            |            |            |            |            |

- Wesley - byl osobní strážce Arobynna Hamela a milenec Lysandry. Byl zabit, jelikož se chtěl pomstít za Sama.

### Y
| Postava        | Díly série | Díly série | Díly série | Díly série | Díly série | Díly série | Díly série | Díly série |
| Postava        | 0          | 1          | 2          | 3          | 4          | 5          | 6          | 7          |
| -------------- | ---------- | ---------- | ---------- | ---------- | ---------- | ---------- | ---------- | ---------- |
| Yrene Westfall |            |            |            |            |            |            |            |            |

- Yrene Westfall (Vížka) - je nadaná léčitelka ze severní Slatiny. Po jeden rok pracovala jako barmanka v Melisande, aby mohla cestovat na jižní kontinent a stát se léčitelkou. Je vdaná za Chaola Westfalla.

## Abecední seznam postav bez křestního jména

### C
| Postava      | Díly série | Díly série | Díly série | Díly série | Díly série | Díly série | Díly série | Díly série |
| Postava      | 0          | 1          | 2          | 3          | 4          | 5          | 6          | 7          |
| ------------ | ---------- | ---------- | ---------- | ---------- | ---------- | ---------- | ---------- | ---------- |
| Ms. Cortland |            |            |            |            |            |            |            |            |

- Ms. Cortland - byla Samova matka a jedna z nejúspěšnějších kurtizán ve Zlomuvalu, milenka Arobynna Hamela, kterému svěřila starost o svého syna.